# Doranges
Doranges é uma comuna francesa na região administrativa de Auvérnia-Ródano-Alpes, no departamento Puy-de-Dôme. Estende-se por uma área de 19,4 km². Em 2010 a comuna tinha 171 habitantes (densidade: 8,8 hab./km²).